# 篠塚辰樹
篠塚 辰樹（しのつか たつき、1998年5月7日 - ）は、日本の男性総合格闘家、キックボクサー。元プロボクサー。茨城県神栖市出身。剛毅會所属。第8代Krushフェザー級王者。

## 来歴
少年期はサッカーに没頭していた。
中学2年生の時に先輩からボクシングに誘われたことをきっかけにボクシングを始める。高校2年までに31戦24勝7敗という好成績を収め、関東大会優勝、インターハイ・ベスト8、全国大会5位に輝いた。高校中退後は名門ワタナベジムに入門し、プロボクシングで3勝（2KO）1敗の戦績を残した。
その後なかなか試合が決まらないことに加えて「ボクシングの会場はおじさんや年寄りばかり。キックや総合格闘技の会場と違ってギャル・若い女性・子供がほぼいない。それに倒してもあまり会場が盛り上がらないので勝っても喜べず、これはやってられないと思った」という個人的な不満から、2018年にキックボクシングへ転向しRISEに出場。デビュー戦では山川賢誠を1RKOで下す。以降、ボクシング仕込みの鋭いパンチを活かし、多くのKO勝利を挙げる。2021年3月にはK-1に参戦し、「K'FESTA.4 Day.1」で小澤海斗に勝利。同年12月には新美貴士のKrushフェザー級王座に挑むもKO負けを喫し、怪我の影響で長期欠場を余儀なくされた。
2023年3月に復帰すると、林勇汰、佑典に連続KO勝利を収める。10月には森坂陸を判定で下し、Krushフェザー級王座を獲得。王者となった際には、マイクや試合後インタビューで「Krushくらいのベルトなんで、獲ったらリングからブン投げてやろうかと思ってたんですけど、やっぱやめまーす」などと発言した。

### RIZIN
2023年12月31日、RIZIN.45でRIZINデビュー。オープンフィンガーグローブ着用のRIZINキックボクシングルールで冨澤大智と対戦し、2度のダウンを奪い3-0の判定勝ち。
この試合に向けたRIZINの事前イベントで、今後は総合格闘技に挑戦することを発表。
2024年3月26日、Krushのベルトを返上し、K-1およびKrushを離脱。高額の違約金を払い、残っていた契約を自ら解除し、「たっかーーーい違約金を払って、円満に契約終了・契約解除となりました」とTwitterで報告した。4月の会見では、今後はRIZINで総合格闘技の試合を行いながら、RIZINと業務提携しているアメリカ最大の素手ボクシング団体のBKFCにもRIZINファイターとして参戦する可能性も契約元のRIZINと共に発表した。
2024年4月29日、RIZIN.46にてベアナックルルール（2分5R制）でBKFC所属選手のジャスティン・マルティネスと対戦し、1R1分33秒右ストレートでKO勝ち。
2024年7月12日のBKFC FIGHT NIGHT PECHANGAでケイリー・カプリオとの対戦が発表されていたが、試合数日前の練習中に拳を負傷し、右第3指MP関節矢状索損傷、左第4指MP関節矢状索損傷したことで欠場となった。
2024年12月31日、RIZIN DECADEでK-1甲子園2020優勝者の野田蒼と対戦し、ほぼ何もさせず3度のダウンを奪い1R KO勝ち。勝利者マイクではヒロヤに対戦要求して舌戦を繰り広げた。
2025年5月4日、RIZIN男祭りで総合格闘技デビュー。ヒロヤと対戦し、1Rにグラウンドで磔にされた状態でエルボーの連打を受け続けてTKO負けを喫した。

## 人物
- 父親と兄の影響で小学生の頃から総合格闘技（MMA）のファン。格闘技を始める前から追い続けていた。総合格闘技という競技については「色んな格闘技がありますけど、総合（MMA）で強い格闘家が一番強い格闘家だと思うし、打撃もレスリングも寝技も全部できなきゃダメ。どれだけキックボクシングが強くてもMMAで勝てなかったら意味ないと思う。だから自分もMMAをやろうと思いました。キックを通らずにもっと早くMMAを始めておけばよかったと思うくらい、やってみたら本当に楽しくて自分に合っています」と話している。2025年以降の今後のビジョンは『総合格闘技における完璧なストライカーになること』[12]

- RIZIN公式YouTube - 篠塚辰樹の密着動画『Preparation』（2024）[映像 2]
- RIZIN公式YouTube - 榊原信行CEOの生放送トーク番組 ゲスト：篠塚辰樹（2024）[映像 3]

## 戦績

### プロ総合格闘技
| 総合格闘技 戦績 | 総合格闘技 戦績 | 総合格闘技 戦績 | 総合格闘技 戦績 | 総合格闘技 戦績 | 総合格闘技 戦績 | 総合格闘技 戦績 |
| --------------- | --------------- | --------------- | --------------- | --------------- | --------------- | --------------- |
| 1 試合          | (T)KO           | 一本            | 判定            | その他          | 引き分け        | 無効試合        |
| 0 勝            | 0               | 0               | 0               | 0               | 0               | 0               |
| 1 敗            | 1               | 0               | 0               | 0               | 0               | 0               |

| 勝敗 | 対戦相手 | 試合結果                                | 大会名      | 開催年月日   |
| ×    | ヒロヤ   | 1R 2:11 TKO（グラウンドでの肘打ち連打） | RIZIN男祭り | 2025年5月4日 |

### プロキックボクシング
| キックボクシング 戦績 | キックボクシング 戦績 | キックボクシング 戦績 | キックボクシング 戦績 | キックボクシング 戦績 | キックボクシング 戦績 | キックボクシング 戦績 |
| --------------------- | --------------------- | --------------------- | --------------------- | --------------------- | --------------------- | --------------------- |
| 16 試合               | (T)KO                 | 判定                  | その他                | 引き分け              | 無効試合              |                       |
| 13 勝                 | 9                     | 4                     | 0                     | 0                     | 0                     |                       |
| 3 敗                  | 2                     | 1                     | 0                     | 0                     | 0                     |                       |

| 勝敗 | 対戦相手       | 試合結果                                   | 大会名                                                                                       | 開催年月日     |
| ○    | 野田蒼         | 1R 2:04 KO（3ダウン：左フック）            | RIZIN DECADE                                                                                 | 2024年12月31日 |
| ○    | 冨澤大智       | 3R終了 判定3-0                             | RIZIN.45                                                                                     | 2023年12月31日 |
| ○    | 森坂陸         | 3R終了 判定2-0                             | Krush 154 【Krushフェザー級タイトルマッチ】                                                  | 2023年10月21日 |
| ○    | 佑典           | 3R+延長1R 0:46 KO（右フック→左ストレート） | AZABU PRESENTS K-1 WORLD GP 2023～スーパー・ウェルター級＆女子フライ級ダブルタイトルマッチ～ | 2023年7月17日  |
| ○    | 林勇汰         | 1R 1:41 KO（右フック）                     | Krush.147                                                                                    | 2023年3月25日  |
| ×    | 新美貴士       | 2R 2:57 KO（右フック）                     | Krush.132 【Krushフェザー級タイトルマッチ】                                                  | 2021年12月18日 |
| ○    | 小澤海斗       | 3R+延長1R終了 判定2-1                      | K-1 WORLD GP 2021 JAPAN ～K'FESTA.4 DAY1～                                                   | 2021年3月21日  |
| ○    | 平野凌我       | 1R 1:50 KO（右膝蹴り）                     | RISE 137                                                                                     | 2020年2月23日  |
| ×    | 森本“狂犬”義久 | 3R+延長1R終了 判定1-2                      | RISE 132                                                                                     | 2019年5月19日  |
| ○    | 瑠夏           | 1R 1:01 KO（右ストレート）                 | RISE WORLD SERIES 2019 1st Round                                                             | 2019年3月10日  |
| ○    | Ryuki          | 3R終了 判定3-0                             | RISE 130                                                                                     | 2019年2月3日   |
| ○    | イ・ジェジン   | 1R 1:34 KO（右ストレート）                 | RISE 129                                                                                     | 2018年11月17日 |
| ○    | 八神剣太       | 1R 0:49 KO（左フック）                     | RISE 127                                                                                     | 2018年9月16日  |
| ○    | 半澤信也       | 3R 2:33 KO（右フック）                     | RISE 125                                                                                     | 2018年6月17日  |
| ×    | 工藤政英       | 2R 1:43 KO（ローキック）                   | RISE 123 【第3代RISEフェザー級王座決定トーナメント準決勝】                                   | 2018年3月24日  |
| ○    | 山川賢誠       | 1R 1:16 KO（左フック）                     | RISE 122                                                                                     | 2018年2月4日   |

### ベアナックル・ボクシング
- 1戦 1勝（1KO）

| 勝敗 | 対戦相手                   | 試合結果                   | 大会名   | 開催年月日    |
| ○    | ジャスティン・マルティネス | 1R 1:33 KO（右ストレート） | RIZIN.46 | 2024年4月29日 |

### プロボクシング
| プロボクシング 戦績 | プロボクシング 戦績 | プロボクシング 戦績 | プロボクシング 戦績 | プロボクシング 戦績 | プロボクシング 戦績 | プロボクシング 戦績 |
| ------------------- | ------------------- | ------------------- | ------------------- | ------------------- | ------------------- | ------------------- |
| 4 試合              | (T)KO               | 判定                | その他              | 引き分け            | 無効試合            |                     |
| 3 勝                | 2                   | 1                   | 0                   | 0                   | 0                   |                     |
| 1 敗                | 0                   | 1                   | 0                   | 0                   | 0                   |                     |

| 戦           | 日付           | 勝敗 | 時間    | 内容    | 対戦相手                                   | 国籍 | 備考           |
| ------------ | -------------- | ---- | ------- | ------- | ------------------------------------------ | ---- | -------------- |
| 1            | 2016年12月14日 | ★    | 6R      | 判定0-3 | 富岡樹（REBOOT）                           | 日本 | プロデビュー戦 |
| 2            | 2017年3月28日  | ☆    | 1R 3:09 | KO      | チャンチャイ・スックサーソンクロチェンマイ | タイ |                |
| 3            | 2017年6月18日  | ☆    | 6R      | 判定3-0 | 諏訪佑（TEAM 10COUNT）                     | 日本 |                |
| 4            | 2017年10月12日 | ☆    | 1R 1:09 | TKO     | 篠原武大（全日本パブリック）               | 日本 |                |
| テンプレート |                |      |         |         |                                            |      |                |

## 獲得タイトル
- 第8代Krushフェザー級王座（2023年）

### 試合映像
1. ↑  『【試合映像】篠塚辰樹 vs. 冨澤大智 / Tatsuki Shinotsuka vs. Daichi Tomizawa - RIZIN.45』RIZIN公式YouTubeチャンネル、2023年。
2. ↑  『【Special Ring Side】会場リングサイド目線で見る「篠塚辰樹 vs. 冨澤大智」 RIZIN.45 （公式会場映像）』RIZIN公式YouTubeチャンネル、2023年。
3. ↑  『【試合映像】篠塚辰樹 vs. ジャスティン・マルチネス / Tatsuki Shinotsuka vs. J.Martinez - Yogibo presents RIZIN.46』RIZIN公式YouTubeチャンネル、2024年。
4. ↑  『【試合映像】野田蒼 vs. 篠塚辰樹 / Aoi Noda vs.Tatsuki Shinotsuka - 雷神番外地』RIZIN公式YouTubeチャンネル、2024年。
5. ↑  『【試合映像】Hiroya vs. Tatsuki Shinotsuka / ヒロヤ vs. 篠塚辰樹- RIZIN 男祭り』RIZIN公式YouTubeチャンネル、2025年。

### 補足映像
1. ↑  『【番組】RIZIN CONFESSIONS #142（※番組内で試合映像。篠塚辰樹と冨澤大智による試合振り返りドキュメンタリー番組）』RIZIN公式YouTubeチャンネル、2023年。
2. ↑  『【番組】RIZIN CONFESSIONS #149（※番組内で試合映像＆篠塚辰樹とジャスティン・マルティネスによる試合振り返りドキュメンタリー番組）』RIZIN公式YouTubeチャンネル、2024年。
3. ↑  『【番組】RIZIN CONFESSIONS #181 | RIZIN男祭り / 朝倉未来 vs. 鈴木千裕 etc.（※番組内で試合映像＆篠塚辰樹とヒロヤによる試合振り返りドキュメンタリー番組）』RIZIN公式YouTubeチャンネル、2025年。

### 映像資料
1. ↑  『BLACK ROSE 都内某所にて緊急決起集会！』RIZIN公式YouTubeチャンネル、2023年。
2. ↑  『【密着】Preparation｜篠塚辰樹 / Tatsuki Shinotsuka - from BLACK ROSE』RIZIN公式YouTubeチャンネル、2024年。
3. ↑  『榊󠄀原社長に呼び出されました 2024 → ゲスト：篠塚辰樹』RIZIN公式YouTubeチャンネル、2024年。